# Mamoły (przystanek kolejowy)
Mamoły – zlikwidowany wąskotorowy przystanek kolejowy w Mamotach na linii kolejowej Twardów Mijanka – Czermin, w powiecie pleszewskim, w województwie wielkopolskim, w Polsce.